# Pražský rejdič krátkozobý
Pražský rejdič krátkozobý je plemeno holuba domácího chované v České republice. V zahraničí je zaměňován a splývá s plemenem vídeňského rejdiče. V Česku patří mezi nejrozšířenější a nejznámější krátkozobé rejdiče. Plemeno pochází z Prahy, kde bylo v minulosti hojně chováno především v Podskalí, v podhradí Vyšehradu, v Nuselském údolí, v Michli, na Pankráci, v Holešovicích, na Smíchově, Malé straně a na Žižkově.

## Popis
Pražský krátkozobý rejdič je holub malého tělesného rámce s kostkovitou hlavou, velice krátkým zobákem a očima lemovanýma silně vyvinutou vrásčitou obočnicí. Hlava je hranatá, se dvěma hrbolky nad očima a jedním v týlu, čelo je velmi vysoké a široké. Vrchol čela je nejvyšší bod hlavy při pohledu z boku. Uprostřed temena, mezi hrbolky, je mírná prohlubeň. Zobák je velmi krátký, silný, klínovitého tvaru a je výrazně klopený. Oči ptáka jsou velké, většinou perlové, obočnice je dvoukroužková. Krk je ve své horní části mírně lomený, tělo má pražský krátkozobý rejdič malé, jemné, vodorovně nesené, hruď je dobře vyvinutá a klenutá, záda široká a klínovitá. Křídla i ocas jsou krátké a dobře složené. Nohy jsou nízké, červené, neopeřené.
Plemeno existuje v celé řadě barevných a kresebných rázů, přičemž jednotlivé rázy se od sebe liší i v jiných znacích, než je pouze barva. Tzv. bělouši bývají drobnější a mají obočnice a zobáky tmavé. Běloušům se podobají též čápkové a grošovaní bělouši. Druhou skupinou jsou plnobarevní, tzv. malovaní rejdiči, kteří mají zobák světlý a obočnice více vyvinuté a vždy červené. 
Podobnými plemeny je vídeňský rejdič, který nemá tak výraznou obočnici a zobák má vodorovně nasazený, a budapešťský rejdič, který má velice výrazný týlní hrbolek, který zřetelně převyšuje hrbolky nad očima.
Krátkozobý rejdič býval dobrým letcem a vyznačoval se letem v uzavřeném hejnu s prudkými obraty. V současné době se k letu využívá jen výjimečně, je to výstavní holub a chová se převážně ve voliérách. Kvůli extrémně zkrácenému zobáku špatně odchovává holoubata, proto se v chovu často používají chůvky.

## Standard

### Exteriér
Plemenné znaky: malý krátkozobý rejdič s cennými exteriérovými znaky. Vyniká širokým, kostkovitým tvarem hlavy, široce nasazeným, krátkým, tupým a klopeným zobákem, výraznými obočnicemi, malou a jemnou postavou i množstvím barevných a kresebných rázů. Původně byl chován pro výborné letové schopnosti v hejnech, včetně letu výškového a vytrvalostního, doprovázeného prudkými obraty hejna (překládáním), později převážilo výstavní využití.
Etologické znaky: chovatelsky náročné plemeno, s ubývajícími původními letovými schopnostmi, při jehož odchovu využíváme metodiku péče o krátkozobá plemena, i přes exteriérové zaměření chovu je to plemeno odolné, čilé a v letu velmi obratné.
Hlava: velmi výrazná a v poměru k tělu co největší, kostkovitá, v profilu naznačuje čtverec. Šířka, délka a výška hlavy jsou přibližně rozměrově shodné. Čelo je široké, vysoké a k zobáku kolmo spadající, tvoří nejvyšší bod hlavy, v horní části je ukončeno dvěma tupými nadočnicovými hrbolky, které jsou vyšší než zadní hrbolek na konci temene. Temeno je ploché, ve středu mírně propadlé, záhlaví je ostře spadající.
Oči: velké, mírně vypouklé, zorničky tmavé, duhovky perlové, co nejméně prokrvené. Sedlatí a bílí mají duhovky tmavé (vikvové).
Obočnice: u plnobarevných, bělohrotých, všech sedlatých a tygříků jsou výrazně vyvinuté, talířovité a široké, dosahují až k temeni hlavy, u starších holubů až bradavičnaté, vždy sytě červené. U žlutopruhých, běloušů žlutopruhých a běloprsých vlaštováků červených a žlutých jsou užší a živě červené (širší obočnice upřednostňujeme). U holubů modré barevné řady včetně běloušů, u červenopruhých, běloušů červenopruhých a tmavých rázů vlaštováků jsou užší a šedočerně zbarvené. Širší obočnice u nich při zachování tmavého zbarvení upřednostňujeme.
Zobák: krátký (do 10 mm), tupý, klínovitý, široce nasazený (šířka a výška nasazení převyšuje délku), horní a dolní čelist co možná stejně vyvinuté. Je mírně až více klopený, osa zobáku svírá s čelem vždy tupý úhel. Tmavý až černý zobák mají modří pruhoví, kapratí, mramorovaní a bělopruzí, vlaštováci černí a modří, bělouši tmavohrotí, černopruzí, červenopruzí a černí tygříci; tmavě rohový mají červeně plaví; všechny ostatní rázy mají zobák světlý až narůžovělý.
Ozobí: sahá až do poloviny zobáku. U všech rázů jemné, hladké a bíle ojíněné. Mírně vyvinutější ozobí mají plnobarevní, bělohrotí, sedlatí a tygříci. U starších holubů všech rázů může být mimo hrubšího ozobí znatelný i malý podbradek pod spodní čelistí a malé bradavičky v koutcích zobáku.
Krk: k tělu přiměřeně dlouhý, široce nasazený, kratší, směrem nahoru se zužuje, s dobře vykrojeným hrdlem, kolmo nesený, jen v týlu mírně prohnutý vzad.
Postava: drobná, jemná, hruď je vypjatá, široká a zakulacená. Od přední části hrudi ke konci ocasu je délka 22 až 24 cm. Drobnější jedince upřednostňujeme.
Držení těla: v mírném sklonu k ocasu.
Křídla: kratší, pevně přitažená, letky jsou široké, dobře složené a nezkřížené, spočívají lehce na ocase. Skupina krajních loketních letek je mírně pozdvižena, vytváří tzv. štítky, tím není hřbet zcela uzavřen.
Ocas: kratší, přesahuje asi o 2 cm konce křídel, dobře složený, země se nedotýká.
Nohy: kratší, silné, živě červené a neopeřené. Drápky jsou v barvě zobáku.
Postoj: širší, mírně vztyčený a elegantní. Typickým znakem je našlapování na konce prstů při vzrušení.
Struktura opeření: husté, peří je krátké a širší, přiléhavé, pružné a hladké.

### Barva a kresba
Barvy jsou čisté, rovnoměrně rozložené po všech barevných částech s odpovídajícím leskem (lesk není předmětem hodnocení) a svitem. Kresby jsou pravidelné a s příslušným uspořádáním u všech rázů.
Plnobarevní: černí, šedohnědí, červení recesivní, žlutí recesivní a bílí.
Bělohrotí: černí, šedohnědí, modří, stříbřití, červení recesivní a žlutí recesivní. Krajní ruční letky jsou bílé v počtu 5 - 8 se shodným počtem v obou křídlech. Ideál je 6 x 6. Malá bílá skvrna u řitního otvoru (do 2 cm) je tolerována.
Bělopruzí: černí, šedohnědí, modří, stříbřití, červení recesivní, žlutí recesivní a izabeloví.
Barevnopruzí: modří (černopruzí), stříbřití (tmavopruzí), červeně plaví (červenopruzí) a žlutě plaví (žlutopruzí).
Kapratí: modří, stříbřití.
Sedlatí: černí, šedohnědí, modří, modří kapratí, červení recesivní, žlutí recesivní, stříbřití, stříbřití kapratí, červeně a žlutě plaví, stříbrní (červeně popelaví). Mají bílou hlavu, záhlaví, náprsenku, břicho až k podocasníku, záda a křídla. Barevné je sedlo, zadní část krku až do týlu, přední část hrudi a ocas s podocasníkem.
Tygříci: černí, šedohnědí, červení recesivní a žlutí recesivní. Tygříci s velkou tabulí mají barevnou hruď od ohbí křídel dolů, spodní část těla, nejméně 7 koncových ručních letek, ocas s podocasníkem a bérce. Hlava a krk jsou bílé, pravidelně a jemně stříkané barevnými pírky; štíty křídel jsou bílé. Tygříci s malou tabulkou jsou obdobného zbarvení, až na bílé přerušení barvy na břiše mezi tabulkou a podocasníkem.
Běloprsí (vlaštováci): černí, šedohnědí, modří pruhoví, modří mramorovaní (bělouši), červení recesivní a žlutí recesivní. Hruď od ohbí křídel dolů, spodní část těla až k podocasníku a bérce jsou bílé. Křídla, hlava, krk, záda a ocas jsou barevné. Malé kalhotky na bércích jsou tolerovány.
Bělouši tmavohrotí a barevnopruzí: modří, stříbřití, červeně plaví a žlutě plaví. Faktor grizzle tvoří u heterozygotních běloušů pravidelné mramorování. Vzniká tmavý bělouš - mramorovaný, který má pravidelně žíhané probělení po celém těle, na krku a vzorcích nejtmavší. Světlí bělouši jsou homozygotní, probělení je po celém těle, v modré řadě mohou mít lehce stříkanou hlavu a krk barevnými pírky s kresbou tmavohrotou a barevným ocasem, případně pruhovou tmavohrotou s barevným ocasem, u červené řady jen pruhovou, letky i ocas jsou plavé. Světlé homozygotní bělouše s čistě bílou hlavou a krkem (bez stříkání), při zachování tmavé kresby pruhů, letek i ocasu upřednostňujeme.
Ostatní rázy: Vzácně se mohou vyskytnout další kombinace barev a kreseb, např. bílí s perlovýma očima, hnědí, hnědožlutí, červeně plaví sedlatí, žlutě plaví sedlatí, čápci s barevným ocasem a letkami, bezpruzí i pruhoví, bílí stříkaní, včetně rázů nově regenerovaných. Rozhodující pro jejich posouzení jsou především hlavní exteriérové znaky – tvar hlavy a postavy.

### Vady
Výlukové vady: žlutá barva duhovky, různookost, rovně nasazený (neklopený), dlouhý, tenký a pokřivený zobák, výskyt pernatých ozdob, trvale svěšená křídla dotýkající se země; dále více než 6 bílých rýdovacích per a prohozená ruční letka do sedmé letky z kraje křídla u běloušů tmavohrotých a pruhových v modré řadě; prohozená ruční letka u bělohrotých; barevné skupiny per na hlavě (kapka, vousek) u sedlatých.
Velké vady: kulatá hlava s nevýraznými hrbolky, vyšší zadní hrbolek oproti předním, nízké, šikmé a úzké čelo, zcela bledá obočnice u rázů s červenou obočnicí a pročervenalá u rázů s šedočernou obočnicí, úzký a ostrý zobák, dlouhý krk, netypická postava (hrubá, úzká, dlouhá), dlouhá, nebo na ocase nespočívající křídla, široký, dlouhý a špatně složený ocas dotýkající se země; dále 3 až 6 bílých rýdovacích per a méně než 5 barevných koncových ručních letek u běloušů tmavohrotých a pruhových (v modré řadě) a tygříků; méně než 3 a více než 10 bílých ručních letek, rozdíl tří a více bílých letek v obou křídlech, bílé skupiny peří na hlavě u bělohrotých; barevná záda a zcela otevřená náprsenka u sedlatých.
Malé vady: mírně prokrvené duhovky, bledší obočnice u všech rázů, slabší spodní čelist zobáku, mírné odchylky ve zbarvení zobáku a drápků, drobné vady ve struktuře opeření, chybějící štítky; dále 1 až 2 bílá rýdovací pera a méně než 7 barevných koncových ručních letek u běloušů tmavohrotých a pruhových (v modré řadě) a tygříků, u tygříků navíc bílý podocasník; větší bílá skvrna (více než 2 cm) u řitního otvoru, méně než 5 a více než 8 bílých ručních letek, rozdíl dvou bílých letek v obou křídlech u bělohrotých; bílý podocasník a drobné vady ohraničení kresby (hloubka náprsenky, šíře sedla, barevné výběžky kresby v oblasti uší atd.) u sedlatých; bílý podocasník a vyšší zákres na hrudi u vlaštováků; mírně zamodralá barva u červeně a žlutě recesivních, červeně plavých a žlutě plavých (u červeně a žlutě plavých holubic tento jev tolerujeme).
Posuzování: hlava, zobák, postava, obočnice, postoj, oči, kresba a barva opeření.
Kroužek: č. 7